# Береськ
Бе́реськ — село в Україні, у Луцькому районі Волинської області. Входить до складу Доросинівської сільської громади. Населення становить 705 осіб.

## Етимологія
За переказами старожилів, село отримало таку назву через те що на території теперішнього села було непрохідне болото, на березі якого виникло перше поселення. Від слова «берег» і походить назва села Береськ. Є й інша версія, ніби село походить від слів «берестя», «береза», адже й нині в центрі села — там, де було непрохідне болото — росте березовий гай.
В архівних документах зустрічаються і інші назви села: Берески, Береско, Бересток. За ревізією Володимирського замку 1545 р. Береськ був власністю Михайла Берестського. Таким чином є й версія, що назва села походить від прізвища його власника.

## Історія
Документи свідчать: «У 1577 році село належало до Локацького замку княгині Маруши — дружини князя Романа Сангушка, котрий платив з Береська 20 дим ланових, 11 город, 5 димів вуличних, а зі старого Береска — 8 димів ланових. У 1583 році с. Береськ належало до князя Федора Романовича Сангушка, від котрого переходить до Радзимінських. У 1688 р. старе Береско, вже як містечко, належить до Андрія Чаплича-Шпанівського — пусте і зруйноване. Наприкінці XIX століття в Береську було 90 домів і 667 жителів. В селі — дерев'яна церква, невідомо коли і ким побудована, і вітряк. В 1911 році, згідно зі списком, має 878 жителів, одноклясну школу, паровий млин і горілчану крамницю. На ґрунтах Береська до великовласності належить 598 десятин.» За переказами жителя села Володимира Володимировича Гапона, ще за панських часів на території села було дуже багато німецьких колоністів, яких приваблювали родючі землі давнього Береська. Власниця села (напевно німкеня за походженням) дала рекламу в Німеччину про те, що віддає в оренду або продає свої землі. Охочих виявилось багато. Німці переселилися в Береськ, де заснували німецькі колонії. Саме німці, за розповідями старожилів, навчили берещуків хазяйнувати, привезли з собою залізні плуги та інший сільськогосподарський реманент, зароджується ремісництво. На території села є багато урочищ: Ямне, Попівка, Маків, Жуків, Громуш, Віждже, Віцентів, Маринків, Геленів. Кожна з цих назв має своє походження, і кожна із них свого часу була ніби окрема колонія. Цікавим, наприклад, є походження урочищ Віцентів, Маринків, Геленів, які були названі на честь трьох дочок поміщиці-німкені: Віценти, Марини, Гелени. Маринків — велика німецька колонія, на території якої була німецька школа і кірха. Урочище Попівка означає «попова земля», тобто ці землі колись належали священику. Найвищі землі на території села називаються Громуш (від слова гора). Це були найродючіщі землі місцевості. Зацікавившись походженням назв урочищ і подіями, які відбувалися на території нашого села, ми з'ясували наступні факти. Цікаву інформацію вдалося отримати від старожилів про урочище Віцентів. Урочище Віцентів було заселено німцями, поляками, чехами, євреями. Місцевість Віцентів розташована у низовині, тому німці, які на той час проживали, були змушені копати рови, штучні ставки, щоб осушити поля. На цих осушених землях вони сіяли пшеницю, ріпак, садили картоплю, овочі. Німці були справними господарями, тому в них використовувався кожен клаптик землі. На Віцентові були на той час побудовані кірха, школа, вітряний млин, майстерні з виправки шкур і пошиття кожухів, а також кузня. Із знімків, які були передані школі онуком Густава Ганна із Німеччини Герхардом Кьонігом, який приїздив у наше село у червні 2006 року, можна зробити такі припущення, що урочище Віцентів на той час було чисельним. Це підтверджує і місцевий житель Полюх Арсей Степанович. Німцями була побудована кірха, при якій діяв духовий оркестр, яким керував Теодор Ріхерд. До складу оркестру входило 16 музикантів. Серед них брати Брунш, Отто Стеклер, брати Рістау: Отто і Арнольд, Густав Шмідтке та інші.
(Додаток 1) Крім того діяв музичний оркестр, детальних відомостей про який не вдалося дізнатися.(Додаток 2) На Віцентові була побудована школа. В ній навчалося 26 дітей різного віку. (Додаток 3). В урочищі проживали німці, які мали різні достатки. На фото (Додаток 4) можна побачити добротний будинок сім'ї Ганн, який обгороджений парканом. Біля будинку дуже багато квітів, фруктових дерев. Родина утримувала чималу господарку. Крім того вони утримували особистий магазин, який був розташований недалеко від школи. Господар скуповував товар у євреїв і продавав у себе в магазині. На Віцентові, за переказами старожилів, проживало ще дві великі родини: Ульмерів і Ріхердів. Їх можна побачити на фото (Додаток 5). Вони також займалися домашнім господарством. Родина Ріхердів, крім того що мали багато власної землі і обробляли її, ще займалися вичинкою шкір і пошиттям кожухів. Родина Ульмерів вела ковальську справу. Серед інших прізвищ старожилами згадується прізвище Піна. Він мав хату під бляхою завдовжки 16 метрів. Брати Брунш мали у своїй господарці вітряний млин і столярню. Багатим господарем був німець на прізвище Шмітка, але він вирізнявся своєю жорстокістю і скупістю: наймав людей для роботи у своєму господарстві, примушував їх важко працювати за мізерну плату. Німці, за переказами старожилів, були пунктуальні, трудолюбиві, цього вони вимагали і від найманих працівників. У 1940 році відбулося відселення жителів німецької національності із Волині. Виїжджаючи на свою Батьківщину, німці розпродували майно охочим місцевим мешканцям. В селі Затурці був створений осередок, куди доставляли майно німців, яке ніхто не купив. Школа з хутора була розібрана і перевезена в Затурці, оскільки Віцентів відносився на той час до Затурецького району. На жаль, немає точних відомостей про походження решти урочищ, і про їх назви ми можемо лише здогадуватись. Спливали роки, а в тих роках і доля непроста. У важкій праці наші предки відвойовували у болотистої місцевості кожен клаптик землі. Вручну копали рови, кожен на своєму полі. На болотах копали торф, який використовували для опалення своїх домівок. Розповідали наші бабусі, що далеко не в кожній родині хліба вистачало до нового врожаю. Та кажуть, Бог не дає людині важчого хреста, ніж вона може нести. От і несли кожен свій хрест, хто як міг. Хто трудився на своїй ниві, а хто їхав у далекі заморські краї шукати кращої долі. Про високий рівень культурного розвитку села 30-х років свідчить наявність такої організації як «Просвіта», до складу якої входило 40-50 чоловік, а саме Слівчук Микола, Дубчук Федір, Корнійчук Дем'ян, Федосюк Никифор, Кравченюк Марія, Федосюк Ніна, Новосад Надія, Корнійчук Ольга, Власюк Ніна, Щегельська Віра, Мельничук Марія, Корнійчук Домка, Полюх Сидор та інші. Молоді юнаки і дівчата збирались у просвітянській хаті, яка стояла неподалік від сучасного клубу, співали українські пісні, ставили вистави українською мовою, читали патріотичні вірші. Підтвердженням цього є фотографія 30-х рр. В центрі фотографії, за свідченням очевидців, був зображений тризуб, стертий власником фотографії за радянських часів (Додаток 6).
Колишній адміністративний центр Береської сільської ради Рожищенського району Волинської області.

## Населення
Згідно з переписом УРСР 1989 року чисельність наявного населення села становила 673 особи, з яких 314 чоловіків та 359 жінок.
За переписом населення України 2001 року в селі мешкали 703 особи.

### Мова
Розподіл населення за рідною мовою за даними перепису 2001 року:
| Мова       | Відсоток |
| ---------- | -------- |
| українська | 99,43 %  |
| російська  | 0,57 %   |

## Гордість села— Свято-Успенський храм
Цікавою сторінкою історії села є існування церков. За свідченнями архівних даних, церква на території села була побудована у 1779 році. Священиком на той час був Андрій Баранович. Але вона згоріла 9 липня 1859 року. На згарищі за кошти громадян було зведено тимчасову церкву, у якій богослужіння проводилося до 1912 року. За розповідями старожилів, очевидців тих днів Кушнірука Панаса та Дацюк Анісії, батько Івана Пана Матвійчик Федір Олексійович вирішив знайти проект для будівництва нової церкви. Він поїхав в Єрусалим і через півтора року привіз у 1903 р. проект, за яким розпочалося у тому ж таки році будівництво нині діючого храму. Побудований він у стилі Візантійського бароко. А попередня церква була продана і перевезена у село Веселе (Боратин) Луцького району. Христос прийшов і в нашу церкву. Святе причастя в руки взяв Раділи ангели на небі, Як сам Господь нас причащав. Будівництво тривало досить довгий час і вже в 1912 р. було відкрито Свято-Успенський храм, який і нині височить на пагорбі, щоб його (храм) було видно з усіх найвіддаленіших куточків села. І до цього часу християни отримують тут духовне задоволення. Унікальність архітектури храму полягає в тому, що його покрівля складається із дев'яти куполів. Дев'ятикупольних храмів на території нашої області майже немає. Найвищий із куполів видно на відстань 12 км, він є окрасою села. Важливою частиною храму є його дзвіниця, яка за свідченнями жителів села, зазнала значних змін. У роки Німецько-радянської війни 1941—1945 рр. частина дзвіниці була зруйнована, і її довелось зробити меншою. Там є унікальні дзвони кінця XIX — на початку ХХ ст. Зокрема іменний дванадцятипудовий дзвін, присвячений коронації царя Миколи ІІ. Прекрасний розпис храму доповнюється шестиярусним іконостасом. У храмі є відбитки різних періодів історії на Західній Україні. Тут можна побачити предмети часів унії 1596 р., а також католицизму. Є в храмі ікона Спасителя, на якій засвідчено вплив Російської імперії на українські землі, тому що саме лице Спасителя більш нагадує Петра І, ніж Сина Божого. Нині діюча церква благословила трьох своїх священиків — Дацюка Олександра Івановича, Омельчука Миколу Вікторовича та Омельчука Івана Васильовича. Прихожанами церкви були громадяни села Береськ, Студині, хуторів Мари (Маринкова), Віцентова та Оленина (Геленова), у яких нараховувалось більше 2300 чоловік населення. Нині храм відвідують жителі сіл Береськ та Студині. Дерев'яна церква розрахована на 900 чоловік. Священиками в церкві були: Сапега, Савчук, Алімов, Козак Олексій Михайлович, Бардак Любомир Дмитрович, Іваничко Степан, Юрик Федір Касянович, Хижун Георгій Васильович. Нині священиком церкви є Сігнаєвський Федір Юрійович. Архітектурним пам'ятником церква не рахується. Розглядаючи архітектуру, велич та чаруючу красу Божих храмів не забуваймо і про наші душевні храми — храми людських душ. Скільки сьогодні скалічено людських душ і сердець атеїстичною і сектантською пропагандою та різними церковними розколами, єресями, які стали модними. Отож, маючи храм Божий — Божий дім, який є домом молитви для всіх нас, ми зобов'язані ходити на спільну молитву у Божий храм і там, очищаючи свою душу, ми маємо молитися за себе і за всіх людей навколо нас. Давній «звивистий шлях», котрим ішло наше село поряд з іншими, сусідніми, тягнувся довго, — не інакше як тисячу літ. Хоч від першої писемної згадки про нього минає трохи більше як 460 років. Іноді цей шлях був порівняно легким, інколи дуже важким.

## Село у роки Німецько-радянської війни
Період з 1941—1945 роки був для села важким. Скільки людських доль понівечив. Скільком його жителям завдав пекельних мук, фізичних і душевних. У цьому відрізку переплелась жахлива ненависть антинімецька, антизагарбницька, міжнаціональна, міжконфесійна. У роки Німецько-радянської війни в селі Береськ, як і по всій Західній Україні, вела боротьбу за визволення України Українська Повстанська Армія. Трагічно склалися відносини УПА з польськими загонами різних політичних формувань, що діяли у Західній Україні. Гітлерівські пропагандисти почали нацьковувати поляків проти українців. Польські націоналісти винищували цілі села українців. УПА розгорнула нещадну війну проти цієї ворожої хвилі. Один з таких боїв відбувся у серпні 1944 року на території села Береськ в урочищі Попівка. При в'їзді в село з південного сходу росте ліс, який видно з далеку. Серпень… Пора жнив. Люди працювали на своїх нивах і тут надійшла сумна звістка про напад на село. Численні загони гітлерівців, поляків, власівців почали наступ із Хорохорина. Перед тим вони вчинили розбій над українцями в селі Вічині, де за словами очевидців, вбивали цілі сім"ї і палили хати. Вони ставили собі за мету змести, знищити Береськ і декілька сусідніх сіл, які були під контролем УПА. Бій був жорстокий. Повстанці мужньо захищали свою Батьківщину. Зі спогадів очевидиці Ганни Антонівни Джур дізналися, що в цьому бою загинуло 12 чоловік із нашого села, серед них: Джур Йосип Петрович, Шавроцький Євген Йосипович, Віннічук Володимир, Джур Петро, Корнійчук Пилип Оверкович та багато інших. Загинув там і її чоловік. Вбитих було перевезено та вночі поховано на кладовищі. На жаль, зараз не залишилось ні одного з бойовиків УПА серед наших односельчан, але ми, молоде покоління, завжди будемо пам'ятати і збережемо в своїх серцях гордість за славних патріотів УПА. Під час німецько-нацистської окупації гітлерівці вивезли на каторжні роботи до Німеччини 50 чол. У роки війни через село проходило партизанське з'єднання С. А. Ковпака. Війна закінчилась. У вересні 1948 року на території села організовується 3 артілі: імені Жданова, імені Будьонного та «До Нового життя». На початку 50-х років колгоспну землю почали обробляти перші трактори. Своєю натхненною працею селяни зміцнювали колгосп, достаток став приходити в кожну сім'ю. В березні 1951 року колгоспники висловлюють одностайне бажання об"єднати 3 артілі в одне велике господарство «Радянська Україна». В 1952 році в селі було введено в дію сільмаг.

## Історія школи невід'ємна частина історії села
В центрі села знаходиться прекрасна школа. Вона була побудована в 1936 році, коли життя українського народу було тісно пов'язана з життям Польщі. Польський уряд всіляко гальмував розвиток народної освіти. За «кресовим» законом, Береська школа була двомовною, яка, по суті, була польською, бо в ній, крім обов'язкового вивчення польської мови, цією мовою викладалася польська історія і наука про Польщу. Це було старе дерев'яне одноповерхове приміщення. Першим директором був поляк за походженням Більзький, який працював на цій посаді до 1939 року. За роки Німецько-радянської війни школа майже не припиняла своєї діяльності. З 1951 по 1954 рік директором Береської семирічної школи був Чайковський Дмитро Григорович, з 1955 по 1956 рік — Бондарук Мелетій Леонтійович, з 1957 по 1959 рік — Собко Юрій Іванович, з 1960 по 1964 рік — Коришко Іван Степанович. Поступово добробут приходив в кожну сім'ю, кількість учнів постійно збільшувалась, а тому в 1969 році, коли директором був Семенюк Яків Семенович (1964—1977 рр.), школа була добудована і стала восьмирічною. Коли директором став Кисіль Геннадій Йосипович (1977—1993 рр.), розпочалось будівництво нової двоповерхової світлиці — школи. Про це детально розповів керівник колишнього місцевого колгоспу «Радянська Україна» Володимир Степанович Лящук: «Економіка нашого господарства на той час була на підйомі. Завдяки хорошим стабільним показникам у рослинництві і успіхам у тваринництві господарство погасило майже чотирьохмільйонний борг перед державою і на кінець 1990 року на рахунку було 500 000 радянських карбованців. Постало питання — куди вкласти кошти. Вирішили будувати середню школу за власний рахунок. А тут ще й перед виборами до Верховної Ради в район завітав заступник міністра України по будівництву — Леміш Валентин Пантелеймонович — людина слова і честі. Він був запрошений у наше село, і коли побачив стареньку школу, пообіцяв, що допоможе. Школу ми збудували за десять місяців. Це був небувалий підйом ентузіазму і гордості людей села». За проектом не передбачалось будівництво стадіону, а тільки — спортивного майданчика. Стараннями Лящука В. С. проект змінили, і сьогодні біля школи є прекрасний стадіон із спортмайданчиком. Будівництво школи — це заслуга всіх жителів села Береськ. Адже це результат їхньої праці. Але окрема дяка людині, що могла використати ці 500 тисяч крб. на розвиток колгоспу (ремонт господарських приміщень, придбання нової техніки для села…), однак не зробила цього, вирішивши збудувати освітній заклад, щоб діти не добирались взимку по заметах в найближчу школу за 12 км. Це — Лящук Володимир Степанович — керівник колишнього господарства «Радянська Україна». Мрією про нову школу жив і Кисіль Геннадій Йосипович — директор Береської восьмирічної школи, і вона збулась при його житті. Це людина щедрої душі та великого серця, яке віддав людям, а свою працю — проблемам школи, яку реорганізували в середню. Нове приміщення школи. В приміщенні школи знаходяться одинадцять класних кімнат, спортивна та актова зали. Проектна потужність школи — 156 учнівських місць. Кабінет інформатики був обладнаний дванадцятьма комп'ютерами, які в 2011 році замінили вісьмома новими, сучасними (Додаток 9). В середині 90-х років освіта потрапила в кризову ситуацію. Школа переживала плинність кадрів, невиплату зарплати працівникам, скорочення навантаження вчителів, мала слабку матеріально-технічну базу. В цей складний період з 1993 по 2000 рік школу очолював Корнійчук Віктор Володимирович. У 2000 р. директором ЗОШ I—III ст. с. Береськ стала Костюк Галина Андріївна, яка зуміла вдало організувати спільну роботу педагогічного колективу та батьків. Вмілий організатор, добрий порадник, урівноважена, доброзичлива, тактовна — так можна охарактеризувати директора Береської школи, яка вже одинадцять років очолює колектив. У 2008 р. на базі школи було відкрито дошкільний навчальний заклад, який функціонує донині. Школа з кожним роком набуває більш естетичного вигляду. Стараннями працівників і батьків відроджуються національні традиції українців. (Додаток 10). На жаль, з кожним роком кількість учнів в школі зменшується, але місцева і районна влада планують здійснити реорганізацію школи у навчально-виховний комплекс «Школа І-ІІІ ст. — дитячий садок». В жовтні 2011 року Береська школа святкувала подвійний ювілей — 75 років тому в селі вперше було засновано школу, а 20 років тому — відкрилося нове приміщення. З нагоди свята у навчальному закладі зібралася велика родина — громада села, учні, вчителі, колеги-педагоги, які працювали в різні роки в Береську (Сітовська Н. В., Пашкова О.Б, Куса Т. М., Троцюк А.Я, Осипчук О. П., Лавренчук Р. С.), випускники школи та поважні гості (Войтович В. І., Музика А. Є., Горбач С. В., Ціось І. П.). Усіх присутніх береські школярі зустрічали запашним короваєм на вишитому рушнику та вітали із заквітчаної сцени сердечними побажаннями і своїми талантами.(Додаток 11). Гордість школи — її випускники. Є серед них лікарі, вчителі, бухгалтери, культпрацівники, підприємці, будівельники, священики, хлібороби… В школі працюють талановиті, творчі педагоги. Серед них її випускники: Корнійчук Г. В., Андрощук І. А., Демчук Л. Г., Корнійчук І. В., Рощук Н. В., Джигота О. Є. Наталія Володимирівна Рощук — порівняно молодий спеціаліст, але про великий професіоналізм свідчить перемога в І етапі Всеукраїнського конкурсу «Вчитель року — 2012» та участь в II етапі. Уже понад 30 років викладає математику Корнійчук Г. В. — вчитель вищої категорії зі званням «Старший вчитель». Випустила не одне покоління талановитих учнів. Вчителі початкових класів Андрощук І. А. та Демчук Л. Г. свою любов, знання, досвід віддають не тільки вихованцям, але й власним дітям, адже вони є багатодітними матерями. Ірина Ананіївна удостоєна звання «Мати — героїня». Іван Віталійович Корнійчук — досвідчений вчитель інформатики та хороший господар, адже утримує чимале господарство та застосовує найновіші технології по вирощуванню сільськогосподарських культур. То хрестиком, то бісером вимальовує на полотні біблійні та житейські сюжети Джигота Оксана Євгенівна. Вишиваючи, душевно заспокоюється і в молитвах просить щасливої долі своїй родині. Її рушники, серветки, ікони, сорочки, подушки неодноразово прикрашають виставки в нашій школі. (Додаток 12-18). Окрасою школи є вироби народних ремесел з дерева: млин, віз, колодязь. Гості, що прибули на святкування ювілею школи, оцінили ці роботи як найкращі в районі. Зроблені вони «золотими руками» наших випускників: Киселем Віталієм Геннадійовичем та Линюком Василем Калениковичем. (Додаток 19-20). Школа гордиться своїми випускниками.

## Відомі люди
Мельничук Іван Григорович (псевдо: Галайда) (1915, с. Береськ, Рожищенський район, Волинська область — 1950 (Прикарпаття) — командир чоти в сотні УПА «Білого», а згодом — «Вихора». Походив із великої сім'ї. На той час у Береську діяла «Рідна хата», молодь збиралася, читала літературу, ставила вистави, зокрема, «Наталку Полтавку». Іван Мельничук був серед активістів. За німецької влади люди вибрали його сільським старостою. На початку війни мобілізований у партизанський загін Ковпака, звідки перейшов до УПА. У червні-липні 1949 брав участь у пропагандистському рейді в Румунію. Після повернення з рейду брав участь у підпільній діяльності на теренах Косівщини та Коломийщини. Імовірно, загинув у бою з чекістами 1951 року.